# Héctor Tapia
Héctor Santiago Tapia (Santiago de Chile, 30 september 1977) is een voormalig Chileens profvoetballer. Hij speelde als aanvaller en won met Chili de bronzen medaille bij de Olympische Spelen in Sydney (2000).

## Clubcarrière
Tapia speelde vijf seizoenen profvoetbal in eigen land voor onder meer Colo-Colo, waarna hij in 1999 zijn geluk beproefde in het buitenland en vertrok naar Italië. Daar kwam hij bij Perugia amper aan spelen toe, en werd hij uitgeleend aan clubs uit zijn vaderland.

## Interlandcarrière
Tapia speelde veertien officiële interlands voor Chili in de periode 1998-2003, en scoorde drie keer voor de nationale ploeg. Hij maakte zijn debuut in de vriendschappelijke thuiswedstrijd tegen Colombia (2-2) op woensdag 22 april 1998 in Santiago de Chile. Hij viel in dat duel na 61 minuten in voor Manuel Neira.
| Interlanddoelpunten | Interlanddoelpunten | Interlanddoelpunten | Interlanddoelpunten | Interlanddoelpunten | Interlanddoelpunten | Interlanddoelpunten | Interlanddoelpunten |
| #                   | Datum               | Locatie             | Wedstrijd           | Goal(s)             | Score               | Uitslag             | Wedstrijd           |
| ------------------- | ------------------- | ------------------- | ------------------- | ------------------- | ------------------- | ------------------- | ------------------- |
| 1                   | 23/03/2000          | Santiago            | Chili – Honduras    | 42'                 | 3 – 1               | 5 – 2               | Oefenduel           |
| 2                   | 25/07/2000          | San Cristóbal       | Venezuela – Chili   | 22'                 | 0 – 1               | 0 – 2               | WK-kwalificatie     |
| 3                   | 15/01/2001          | Calcutta            | Chili – Bahrein     | 28'                 | 1 – 0               | 2 – 0               | MS Cup              |

## Erelijst
Colo-Colo
- Primera División de Chile

1996, 1997, 1998
- Topscorer Primera División de Chile

2001 (24 goals)
- Copa Chile

1996